# Nhà thờ St. Anthony của Padua, Łódź-Łagiewniki
```
Nhà thờ St. Anthony của Padua ở Łódź-Łagiewniki
 - nhà thờ giáo xứ Baroque Franciscan, được xây dựng vào nửa đầu thế kỷ 18, nằm ở Łódź-Łagiewniki (miền trung Ba Lan). Từ năm 1946, nó thuộc về - cùng với tu viện - với các tòa nhà lịch sử của Łódź.
```

## Lịch sử và ngày nay
Nhà thờ Thánh Anthony của Padua được xây dựng từ năm 1701-1723. Nó được thánh hiến vào ngày 16 tháng 5 năm 1726, bởi Tổng giám mục Teodor Potocki, Tổng Giám mục Gniezno. Trong những thập kỷ tiếp theo, nhà thờ Franciscan phục vụ như một trung tâm thờ cúng cho người Công giáo địa phương, đặc biệt là cho những người hành hương.
Vào tháng 1 năm 1902, khi giáo xứ mới được thành lập ở Łagiewniki, dưới sự chăm sóc mục vụ của các giáo sĩ địa phương, nhà thờ Thánh Anthony của Padua trở thành một nhà thờ giáo xứ. Ngày nay, nhà thờ Franciscan được biết đến là một trong những tòa nhà Baroque lâu đời nhất ở Łódź, và không chỉ là nơi để cầu nguyện. Mỗi buổi hòa nhạc âm nhạc mùa hè được tổ chức ở đây, và nhiều cặp vợ chồng trẻ quyết định tổ chức lễ cưới của họ ở đây.

## Kiến trúc nhà thờ
Nhà thờ Baroque được xây dựng trên một kế hoạch về dấu hiệu của thập tự giá Latin. Mặt tiền của nhà thờ có hai tầng. Bên trong nhà thờ có nhiều yếu tố quý giá: bàn thờ chính (Baroque) của Thánh Anthony Padua, nhà nguyện của phước lành Raphael Chyliński với quan tài của ông, bàn thờ phụ (được cải tạo), ambo bằng gỗ Baroque với bức tranh Thánh Phanxicô Assisi, v.v. Ngoài ra, có một số bức tranh có giá trị và chasubles trong nhà thờ của nhà thờ.

## Thư viện ảnh nhỏ

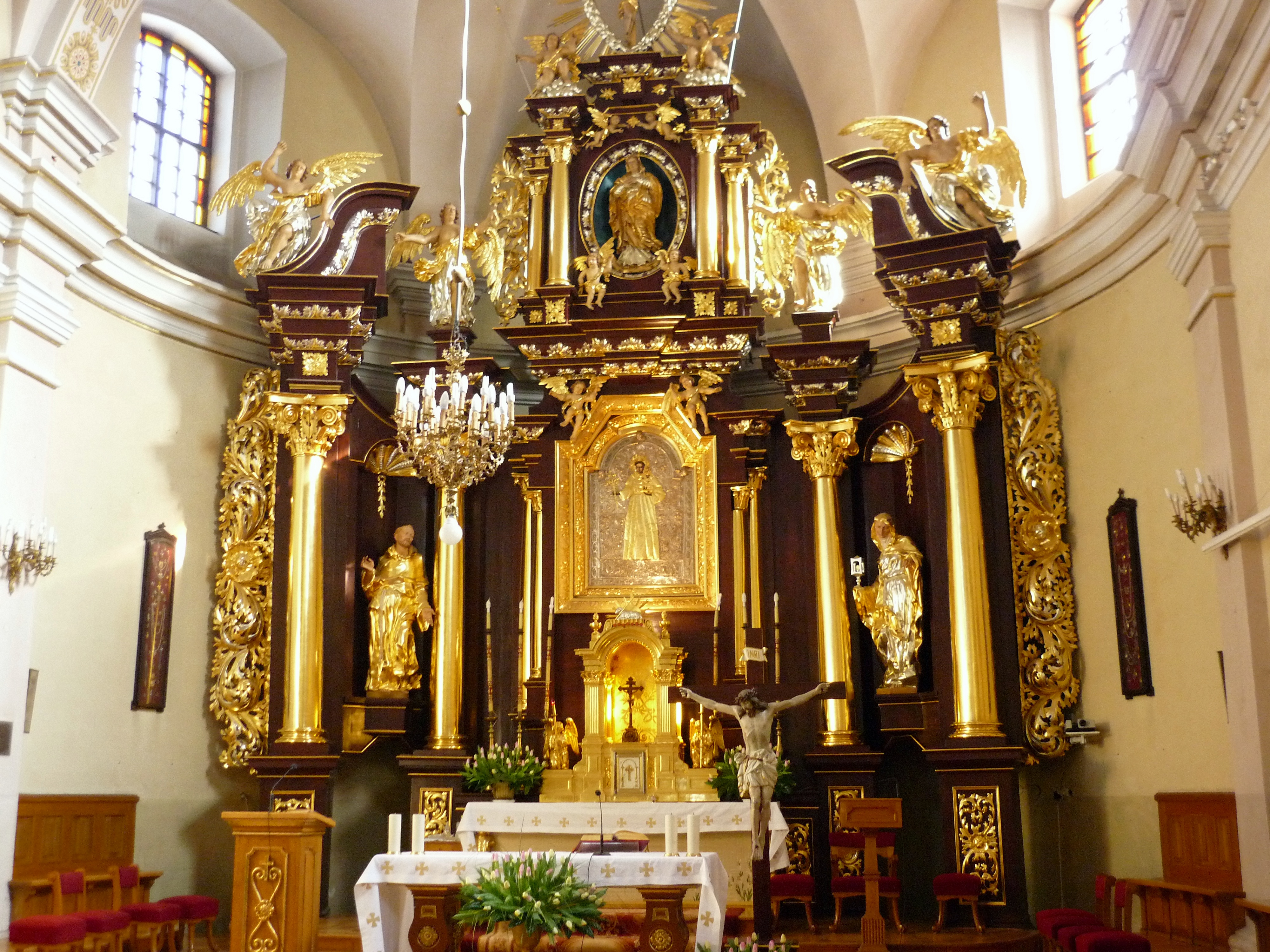
Bàn thờ chính của nhà thờ St. Anthony ở Łódź
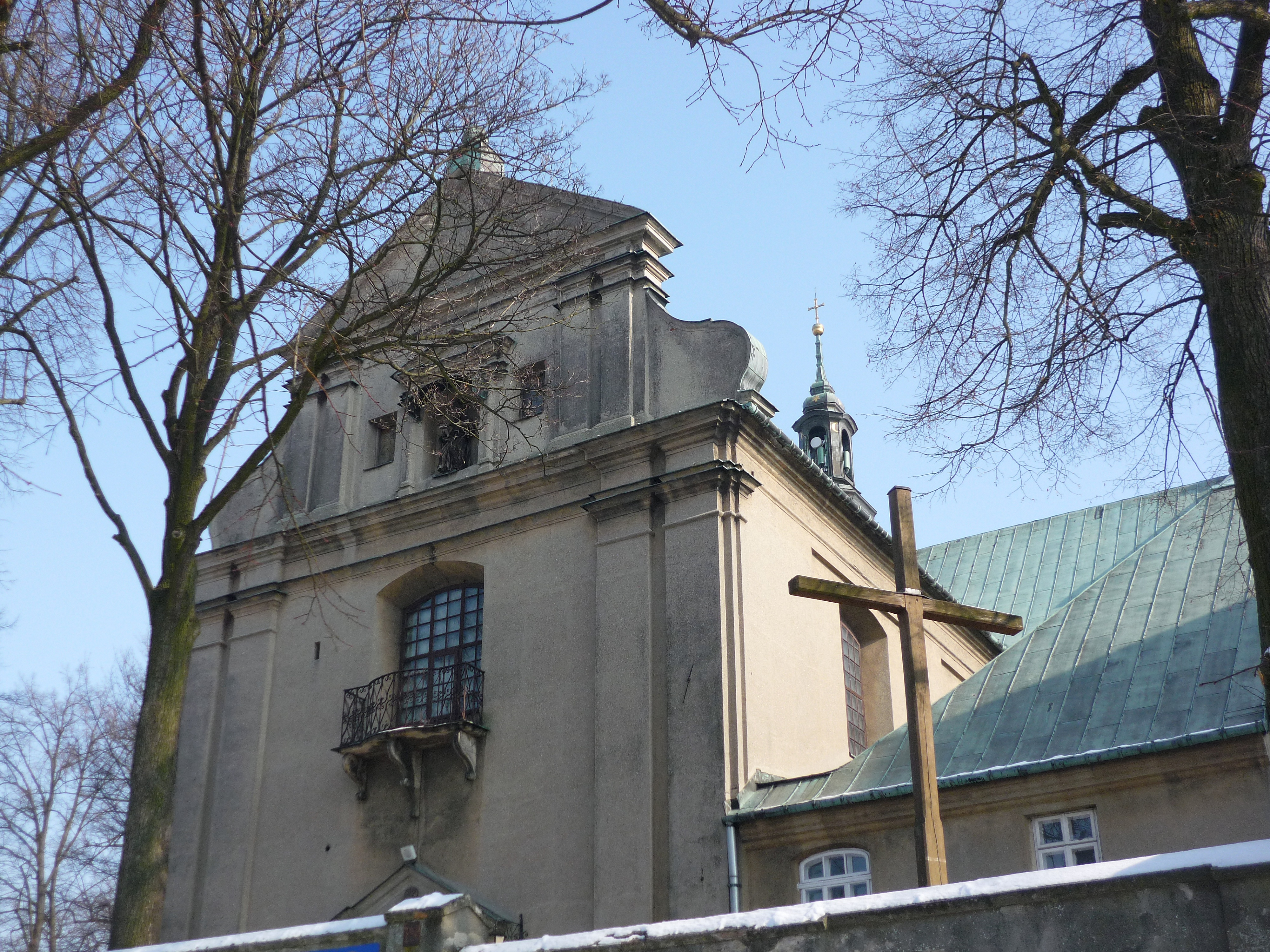
Nhìn từ phía tây (mặt tiền) của nhà thờ
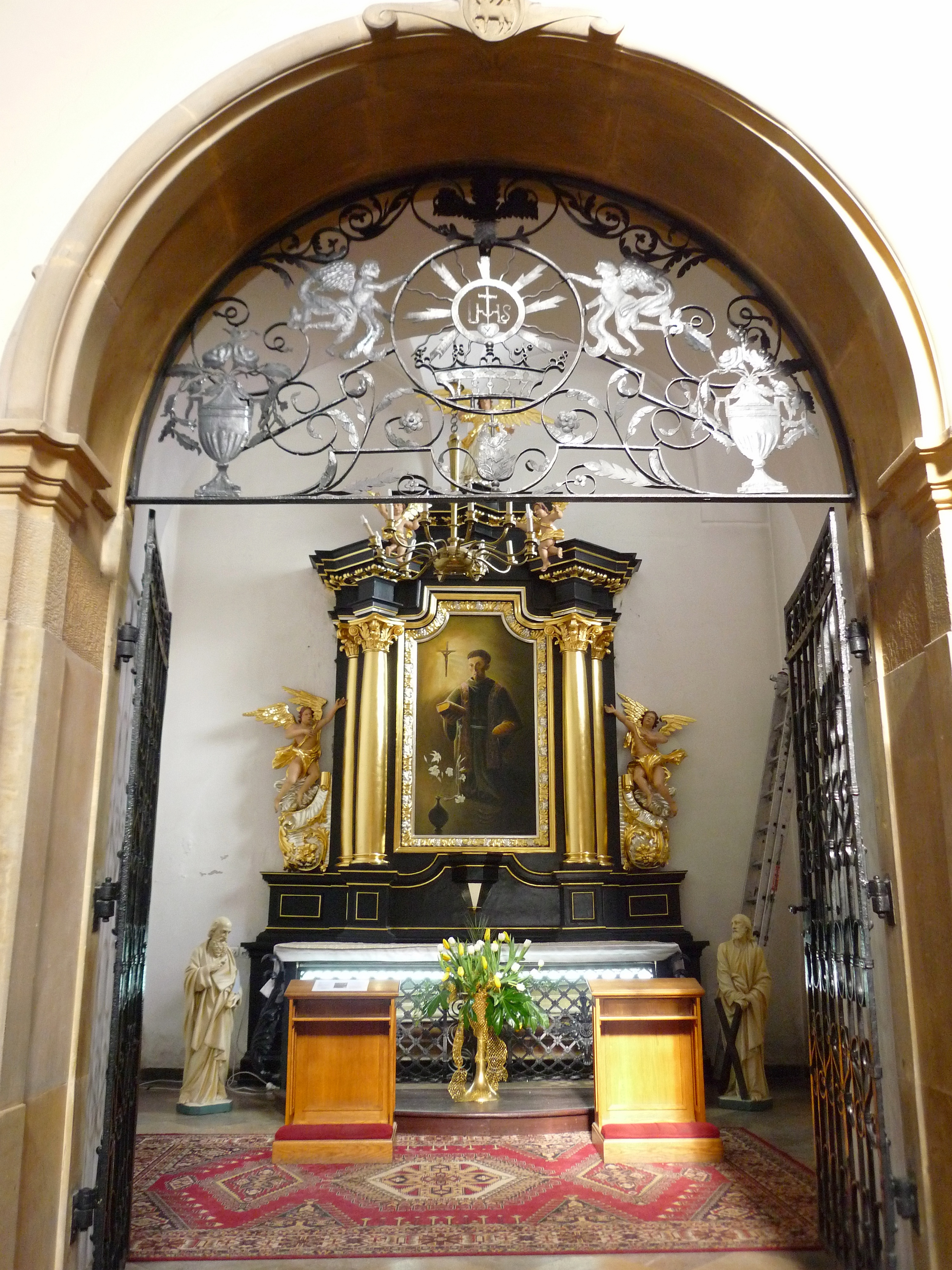
Nhà nguyện của phước lành Raphael Chylinski